# Mariekirke (Husum)
 For alternative betydninger, se Mariekirke. (Se også artikler, som begynder med Mariekirke)
Mariekirken eller Vor Frue Kirke i det sydslesvigske Husum blev bygget i 1833, da Husum endnu var dansk. Arkitekten var den danske guldalderbygmester C.F. Hansen, hvis forældre kom fra Husum og som også tegnede Christiansborg Slotskirke i København. Kirken blev opført i en fremtrædende klassicistisk stil. Kirken er Husums hovedkirke.
Kirkens tårn skal minde om et fyrtårn og skal danne et orienteringspunkt for menigheden i den daglige hverdag. De mægtige doriske søjler i kirkens indre forestiller menigheden, som bærer kirken. Den centrale placering og udformning af prædikestolen og alteret understreger ordets og sakramentes enestående placering. Kirken kan dermed omtales som typisk protestantisk prædikenkirke. Prædikestolen selv er udsmykket med arkantusblade, det typiske element i korintiske søjler. Over prædikestolen ses korset og en store bue, som lader blikket fortsætte ind i et åbent rum. Buen og korset er symbolet på Guds fred med mennesker. Korset er formet som et livstræ. Dele af inventaret er ældre end kirken, deriblandt bronzedøbefonten fra Husumkunstneren Lorenz Karstensen fra 1643 og et epitafium fra 1572.
Kirken blev opført, efter at den forhenværende bykirke fra 1436 var revet ned i begyndelsen af 1800-tallet. Den forhenværende kirke havde et højt katedral-kor med store hvælvinger og et næsten 100 meter høj tårn. Mange genstande fra den nedrevne kirke findes nu i kirker i omegnen. Det gotiske alter blev overført til kirken i Svavsted, præsteportrætter og alterlysestager i Sankt Jørgen i Husum. Andre genstande blev overført til Nationalmuseet i København. Den nedrevne kirke var større end den nuværende, den tidligere kirketårn stod, hvor nu Tinebrønden står, midt på torvet. 
Indtil 1431 hørte Husum til nabosognet Mildsted.
Menigheden hører til Nordfrislands kirkekreds i den nordtyske evangelisk-lutherske landskirke. I købstaden findes også en dansk menighed.

## Ekstern henvisning
- Wikimedia Commons har flere filer relateret til Mariekirke i Husum
- Menighedens hjemmeside (tysk)

54°28′37.6″N 9°03′08.1″Ø / 54.477111°N 9.052250°Ø